# Чернавка (Завьяловский район)
Чернавка — село в Завьяловском районе Алтайского края России. Центр Чернавского сельсовета.

## География
Село находится в западной части края, в пределах Кулундинской равнины
Климат
умеренный, резко континентальный. Средняя температура января составляет −18,6 °C, июля — +19,3 °C.

## История
Основано в 1863 году.
В 1928 году деревня Чернавка состояла из 208 хозяйств. Центр Чернавского сельсовета Родинского района Славгородского округа Сибирского края.

## Население
| 1926 | 1997 | 1998 | 1999 | 2000 | 2001 | 2002 | 2003 | 2004 | 2005 | 2006 | 2007 | 2008 | 2009 |
| ---- | ---- | ---- | ---- | ---- | ---- | ---- | ---- | ---- | ---- | ---- | ---- | ---- | ---- |
| 1219 | ↘550 | ↘305 | ↗529 | ↗551 | ↘529 | ↘509 | ↘508 | →508 | ↘483 | ↘464 | ↘463 | →463 | ↘439 |
| 2010 | 2011 | 2012 | 2013 |      |      |      |      |      |      |      |      |      |      |
| ↘408 | →408 | ↘407 | ↘385 |      |      |      |      |      |      |      |      |      |      |

Национальный состав
В 1928 году основное население — украинцы.
Согласно результатам переписи 2002 года, в национальной структуре населения русские составляли 88 % из 499 чел.

## Транспорт
Чернавка доступна автомобильным транспортом.
Проходит автодорога межмуниципального значения «Камышенка — Чернавка — Александровка» (идентификационный номер 01 ОП МЗ 01Н-1102).